# Solidaryca

Solidaryca na plakacie Occupy Wall Street

Solidaryca – charakterystyczne liternictwo występujące w logo NSZZ „Solidarność”, autorstwa Krystyny Janiszewskiej oraz Jerzego Janiszewskiego, studentów gdańskiej PWSSP. Kształt liter miał symbolizować tłum ludzi wspierających się nawzajem.